# Абдера
Абдера (грч. Άβδηρα) је антички град и савремено место у Грчкој. Према подацима из 2021. године има 1.172 становника. Седиште је истоимене општине у Округу Ксанти.

## Историја
Абдера је била антички грчки град и пристаниште на Егејском мору у Тракији. Налазила се недалеко од ушћа реке Нестос у Егејско море, наспрам острва Тасоса. Место се налази на координатама 40°57′СГШ 24°59′ИГД. Савремена општина Абдера или Авдира има 3.917 становника (2001).
У Абдери су рођени Демокрит и Протагора.
Абдера се налазила на надморској висини од 58 m.
По легенди град је основао Херакле. У стварности Абдеру су основали око 654. године п. н. е. колонисти из јонског града Клазомене (Κλαζομεναί) у нади да ће им добар положај омогућити трговину са Трачанима. Међутим, Трачани су после неког времена уништили град. По подацима из Херодотове историје оснивач града се звао Тимезије. Око 440. п. н. е. Абдера је поново насељена Јоњанима, али овог пута са Теоса који су дошли у Абдеру бежећи од Харпага који им је заузео тврђаву.
Због трговине са Трачанима град се брзо развијао и богатио. У V веку п. н. е. град је био значајна чланица Делског савеза. Међутим, почетком IV века п. н. е. Трачани су опет почели да нападају град. Њихове најезде довеле су до смањења значаја Абдере. Године 355. п. н. е. град улази у састав Античке Македоније и потом нестаје са историјских мапа.
Абдера је била позната по томе што се у њој одмарала Ксерксова војска (480. године п. н. е.) која је кренула да освоји Хеладу.
Наводна ограниченост његових становника постала је пословична па се назив абдерићанин употребљава као синоним за ограниченог малограђанина.
Иако је касније пострадао, град је током византијске епохе обновљен, под именом Полистилон (грч. Πολύστυλον), а временом је постао и седиште епископије. Град је потпао под српску власт у време управе деспота Угљеше у Серској области (1365-1371). Током перида османске власти град је прозван Булустра (грч. Μπουλούστρα).

## Становништво
Савремена Абдера је опстала као општинско место након припајања три суседне општине 2011. године.
| 2011.  |
| ------ |
| 19.005 |